# Bastiaan Ort

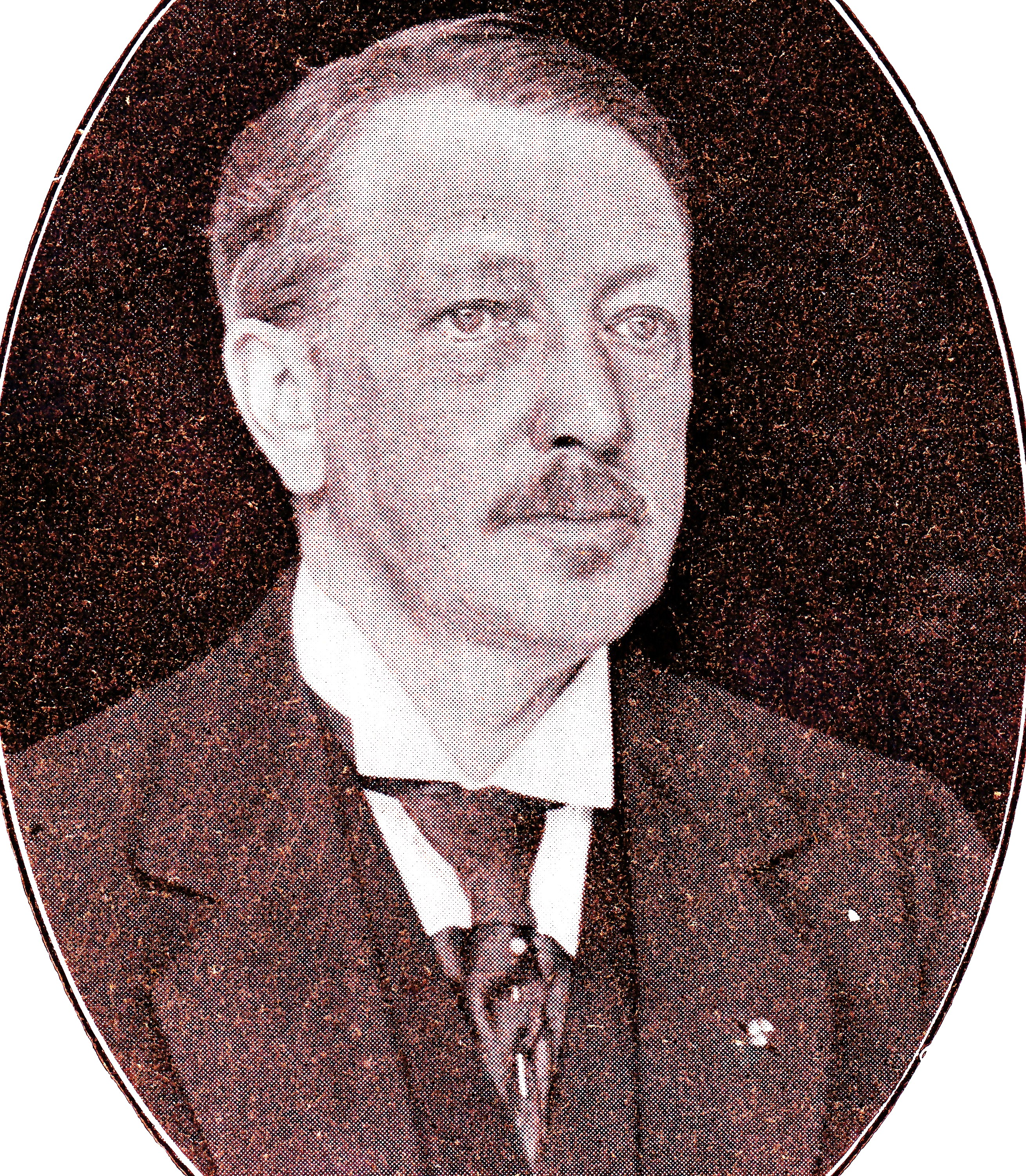
Bastiaan Ort

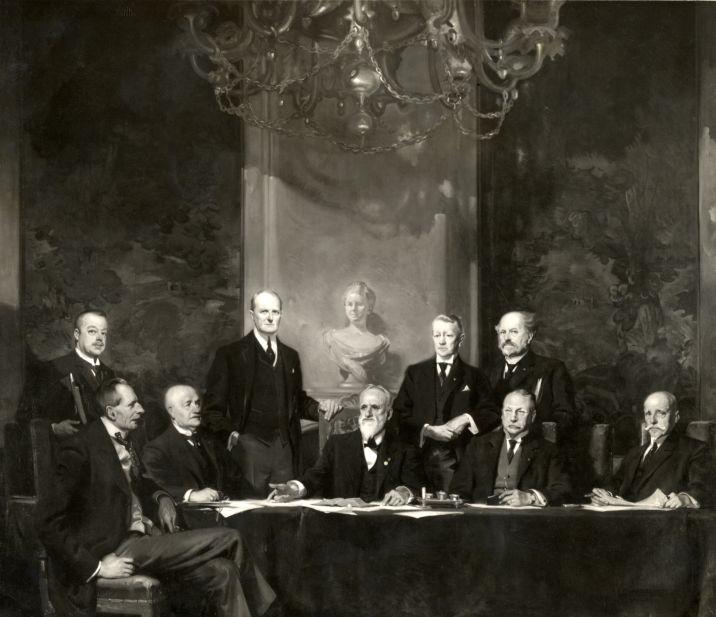
Bastiaan Ort (stehend, 2. v.r.) mit den anderen Mitgliedern aus dem Kabinett Cort van der Linden.

Bastiaan Ort (* 6. Januar 1854 in Gorinchem, Provinz Zuid-Holland; † 4. November 1927 in Den Haag) war ein niederländischer Jurist und liberaler parteiloser Politiker, der zwischen 1901 und 1913 Generalanwalt beim Hohen Rat der Niederlande (Hoge Raad der Nederlanden), dem Obersten Gerichtshof, sowie im Kabinett Cort van der Linden zwischen 1913 und 1918 Justizminister war. Im Anschluss fungierte er von 1919 bis zu seinem Tode 1927 als Richter am Hohen Rat. Als Vorsitzender einer Staatlichen Kommission war er maßgeblich an der Ausarbeitung einer neuen Strafprozessordnung beteiligt, konnte diese aber während seiner Amtszeit nicht in geltendes Recht umsetzen.

## Leben
Bastiaan Ort, Sohn von Johannes Arnoldus Ort und Ricarda van Eeten, absolvierte nach dem Schulbesuch ein Studium der Rechtswissenschaften und schloss seine Promotion zum Doktor der Rechte bei Anthony Ewoud Jan Modderman an der Universität Leiden ab. Er nahm im Anschluss eine Tätigkeit als Rechtsanwalt auf und war zwischen 1890 und 1893 Amtsanwalt am Gericht (Rechtbank) von Winschoten sowie von 1893 bis 1898 Amtsanwalt am Gericht von Amsterdam. Er wurde durch Königlichen Erlass vom 7. Mai 1901 zum Generalanwalt (Advocaat-generaal) beim Hohen Rat der Niederlande (Hoge Raad der Nederlanden), dem Obersten Gerichtshof, ernannt und bekleidete diese Funktion vom 1. Juni 1901 bis 29. August 1913. Zugleich fungierte er zwischen dem 7. Mai 1910 und dem 29. August 1913 als Vorsitzender der Staatlichen Kommission zur Revision der Strafprozessordnung (Staatscommissie voor herziening Wetboek van Strafvordering).
Am 29. August 1913 wurde Ort im Kabinett Cort van der Linden zum Justizminister (Minister van Justitie) ernannt und bekleidete dieses Ministeramt bis zum Ende der Amtszeit dieses Kabinetts am 9. September 1918. Er reichte 1914 einen von der zuvor von ihm geleiteten Staatlichen Kommission erarbeiteten Entwurf einer Strafprozessordnung ein, der aber unberücksichtigt blieb. Gemeinsam mit dem Minister für Landwirtschaft, Industrie und Handel Folkert Posthuma schuf er 1918 das Handelsregistergesetz (Handelsregisterwet), wonach alle Unternehmen bei einer Handelskammer (Kamer van Koophandel) in ein Handelsregister eingetragen werden mussten. 1918 wurde zudem ein Gesetz mit weiteren Regelungen zur Aufsicht über in den Niederlanden aufhältige Fremde eingeführt, mit dessen Aufsicht die Königlich Niederländische Gendarmerie (Koninklijke Marechaussee) beauftragt wurde. Das Gesetz führte ein System von Aufenthaltsgenehmigungen ein.
Nach seinem Ausscheiden aus der Regierung wurde Bastiaan Ort durch Königlichen Erlass vom 16. Mai 1919 Richter am Hohen Rat (Raadsheer in de Hoge Raad der Nederlanden) ernannt, dem er vom 1. Juni 1919 bis zu seinem Tod am 4. November 1927 angehörte. Am 27. September 1877 heiratete er Hermana Johanna Alida Antonia Hartevelt (1859–1942), deren Großvater Abraham Hartevelt zwischen 1856 und 1863 Mitglied der Ersten Kammer der Generalstaaten war. Aus dieser Ehe gingen die drei Töchter Richarda Ort (1879–1950), Antonia Etta „Netje“ Ort (1882–1890) und Johanna Arnolda Alida Lucretia „Lucy“ Ort (1886–1968) hervor.